# Пояцика, Денис Юрьевич
Денис Юрьевич Пояцика (укр. Денис Юрійович Пояцика, родился 29 апреля 1985, Кременчуг, УССР) — украинский боксёр-любитель, чемпион Европы 2006 года, бронзовый призёр чемпионата Европы 2010 и 2013 годов, заслуженный мастер спорта Украины.

## Биография
Неоднократный участник чемпионатов Европы по боксу в составе сборной Украины. Становился чемпионом Европы в категории до 91 кг в 2006 году, бронзовым призёром в 2010 и 2013 годах, а в 2008 и 2011 годах доходил до стадии четвертьфинала.
Был капитаном команды «Украинские атаманы», в её составе несколько лет участвовал в соревнованиях «Всемирной серии бокса» и в 2013 году стал серебряным призёром соревнований.
Становился чемпионом Украины, в том числе в 2012 году.
В 2016 году завершил карьеру и стал работать детским тренером в Кременчуге.